# Aleuropteryx iberica
Aleuropteryx iberica är en insektsart som beskrevs av Monserrat 1977. Aleuropteryx iberica ingår i släktet Aleuropteryx och familjen vaxsländor. Inga underarter finns listade i Catalogue of Life.